# Veliko Orašje
Veliko Orašje (serbocroata cirílico: Велико Орашје) es un pueblo de Serbia perteneciente al municipio de Velika Plana en el distrito de Podunavlje del centro del país.
En 2011 tenía 2110 habitantes. Casi todos los habitantes son étnicamente serbios.
El lugar está habitado desde época medieval, pues en la actual iglesia de finales del siglo XIX, construida sobre un templo anterior, se ha hallado una inscripción fechada en 1175; en aquella época los habitantes se concentraban en una aldea muy cercana llamada "Selište", de la que se conservan restos como un cementerio. Tras la invasión otomana, gran parte de la población se dispersó en varias aldeas, y entre ellas fundaron "Orašje", origen del actual pueblo. En los censos de 1818-1822, se menciona que Orašje tenía medio centenar de casas. Desde finales del siglo XIX, el pueblo se desarrolló notablemente como poblado ferroviario en la línea de Smederevo a Velika Plana. Desde 1869 fue capital de un srez cuyos límites territoriales eran aproximadamente los del actual municipio de Velika Plana; en 1956, la sede del srez se trasladó a la actual capital municipal.
Se ubica junto a la orilla occidental del río Gran Morava, en la periferia septentrional de Velika Plana, en torno a las salidas de las carreteras A1 y 158 que llevan a Smederevo.